# SN 2007H
SN 2007H – supernowa typu Ia odkryta 10 stycznia 2007 roku w galaktyce A083502-0820. W momencie odkrycia miała maksymalną jasność 17,70m.